# Lista över fornlämningar i Falköpings kommun (Norra Åsarp)
Lista över fornlämningar i Falköpings kommun (Norra Åsarp) är en förteckning av ett urval av de fornlämningar som finns i Norra Åsarp i Falköpings kommun.
| Namn                                | Lämningstyp                 | Tillkomsttid | Historisk indelning        | Plats | Läge                 | ID-nr          | Bild                                      |
| ----------------------------------- | --------------------------- | ------------ | -------------------------- | ----- | -------------------- | -------------- | ----------------------------------------- |
| Norra Åsarp 1:1                     | Hög                         |              | Norra Åsarp, Västergötland |       | 58.052233, 13.549210 | 10174600010001 | Ladda upp en bild av detta fornminne      |
| Norra Åsarp 2:1                     | Runristning                 |              | Norra Åsarp, Västergötland |       | 58.045521, 13.559621 | 10174600020001 | Ladda upp en bild av detta fornminne      |
| Norra Åsarp 2:2                     | Stenkrets                   |              | Norra Åsarp, Västergötland |       | 58.045410, 13.559628 | 10174600020002 | Ladda upp en bild av detta fornminne      |
| Annakullen (Norra Åsarp 4:1)        | Stensättning                |              | Norra Åsarp, Västergötland |       | 58.040258, 13.559950 | 10174600040001 | Ladda upp en bild av detta fornminne      |
| Norra Åsarp 5:1                     | Gravfält                    |              | Norra Åsarp, Västergötland |       | 58.039216, 13.555422 | 10174600050001 | Ladda upp en bild av detta fornminne      |
| Norra Åsarp 6:1                     | Gravfält                    |              | Norra Åsarp, Västergötland |       | 58.039616, 13.554132 | 10174600060001 | Ladda upp en bild av detta fornminne      |
| Norra Åsarp 7:1                     | Stensättning                |              | Norra Åsarp, Västergötland |       | 58.035648, 13.554257 | 10174600070001 | Ladda upp en bild av detta fornminne      |
| Norra Åsarp 7:2                     | Grav markerad av sten/block |              | Norra Åsarp, Västergötland |       | 58.035918, 13.553917 | 10174600070002 | Ladda upp en bild av detta fornminne      |
| Norra Åsarp 7:3                     | Grav markerad av sten/block |              | Norra Åsarp, Västergötland |       | 58.036000, 13.553977 | 10174600070003 | Ladda upp en bild av detta fornminne      |
| Norra Åsarp 7:4                     | Stensättning                |              | Norra Åsarp, Västergötland |       | 58.035482, 13.554185 | 10174600070004 | Ladda upp en bild av detta fornminne      |
| Norra Åsarp 7:5                     | Stensättning                |              | Norra Åsarp, Västergötland |       | 58.035309, 13.554371 | 10174600070005 | Ladda upp en bild av detta fornminne      |
| Norra Åsarp 8:1                     | Stensättning                |              | Norra Åsarp, Västergötland |       | 58.034801, 13.553891 | 10174600080001 | Ladda upp en bild av detta fornminne      |
| Norra Åsarp 8:2                     | Stensättning                |              | Norra Åsarp, Västergötland |       | 58.034962, 13.553858 | 10174600080002 | Ladda upp en bild av detta fornminne      |
| Norra Åsarp 8:3                     | Stensättning                |              | Norra Åsarp, Västergötland |       | 58.034605, 13.554184 | 10174600080003 | Ladda upp en bild av detta fornminne      |
| Norra Åsarp 9:1                     | Stensättning                |              | Norra Åsarp, Västergötland |       | 58.035960, 13.552476 | 10174600090001 | Ladda upp en bild av detta fornminne      |
| Norra Åsarp 10:1                    | Stensättning                |              | Norra Åsarp, Västergötland |       | 58.040624, 13.563182 | 10174600100001 | Ladda upp en bild av detta fornminne      |
| Norra Åsarp 11:1                    | Stensättning                |              | Norra Åsarp, Västergötland |       | 58.038013, 13.555250 | 10174600110001 | Ladda upp en bild av detta fornminne      |
| Norra Åsarp 11:2                    | Stensättning                |              | Norra Åsarp, Västergötland |       | 58.038097, 13.555384 | 10174600110002 | Ladda upp en bild av detta fornminne      |
| Norra Åsarp 12:1                    | Stensättning                |              | Norra Åsarp, Västergötland |       | 58.038283, 13.555397 | 10174600120001 | Ladda upp en bild av detta fornminne      |
| Norra Åsarp 12:2                    | Stensättning                |              | Norra Åsarp, Västergötland |       | 58.038441, 13.555389 | 10174600120002 | Ladda upp en bild av detta fornminne      |
| Norra Åsarp 13:1                    | Hällristning                |              | Norra Åsarp, Västergötland |       | 58.037960, 13.554770 | 10174600130001 | Ladda upp en bild av detta fornminne      |
| Norra Åsarp 14:1                    | Stensättning                |              | Norra Åsarp, Västergötland |       | 58.040236, 13.556347 | 10174600140001 | Ladda upp en bild av detta fornminne      |
| Norra Åsarp 16:1                    | Stensättning                |              | Norra Åsarp, Västergötland |       | 58.033693, 13.544083 | 10174600160001 | Ladda upp en bild av detta fornminne      |
| Norra Åsarp 17:1                    | Stensättning                |              | Norra Åsarp, Västergötland |       | 58.032974, 13.556096 | 10174600170001 | Ladda upp en bild av detta fornminne      |
| Norra Åsarp 18:1                    | Stensättning                |              | Norra Åsarp, Västergötland |       | 58.036305, 13.563506 | 10174600180001 | Ladda upp en bild av detta fornminne      |
| Norra Åsarp 18:2                    | Stensättning                |              | Norra Åsarp, Västergötland |       | 58.036387, 13.563704 | 10174600180002 | Ladda upp en bild av detta fornminne      |
| Norra Åsarp 20:1                    | Hällristning                |              | Norra Åsarp, Västergötland |       | 58.031207, 13.556088 | 10174600200001 | Ladda upp en bild av detta fornminne      |
| Norra Åsarp 21:1                    | Hög                         |              | Norra Åsarp, Västergötland |       | 58.029785, 13.551284 | 10174600210001 | Ladda upp en bild av detta fornminne      |
| Norra Åsarp 21:2                    | Stensättning                |              | Norra Åsarp, Västergötland |       | 58.029850, 13.551494 | 10174600210002 | Ladda upp en bild av detta fornminne      |
| Norra Åsarp 21:3                    | Hög                         |              | Norra Åsarp, Västergötland |       | 58.029722, 13.551767 | 10174600210003 | Ladda upp en bild av detta fornminne      |
| Norra Åsarp 22:1                    | Stenkrets                   |              | Norra Åsarp, Västergötland |       | 58.028144, 13.549461 | 10174600220001 | Ladda upp en bild av detta fornminne      |
| Norra Åsarp 23:1                    | Stensättning                |              | Norra Åsarp, Västergötland |       | 58.025675, 13.546725 | 10174600230001 | Ladda upp en bild av detta fornminne      |
| Norra Åsarp 23:2                    | Grav markerad av sten/block |              | Norra Åsarp, Västergötland |       | 58.025602, 13.546593 | 10174600230002 | Ladda upp en bild av detta fornminne      |
| Norra Åsarp 24:1                    | Stensättning                |              | Norra Åsarp, Västergötland |       | 58.025656, 13.545203 | 10174600240001 | Ladda upp en bild av detta fornminne      |
| Norra Åsarp 25:1                    | Stensättning                |              | Norra Åsarp, Västergötland |       | 58.026328, 13.541542 | 10174600250001 | Ladda upp en bild av detta fornminne      |
| Norra Åsarp 26:1                    | Stensättning                |              | Norra Åsarp, Västergötland |       | 58.022360, 13.540226 | 10174600260001 | Ladda upp en bild av detta fornminne      |
| Norra Åsarp 26:2                    | Stenkrets                   |              | Norra Åsarp, Västergötland |       | 58.022065, 13.540410 | 10174600260002 | Ladda upp en bild av detta fornminne      |
| Norra Åsarp 31:1                    | Stensättning                |              | Norra Åsarp, Västergötland |       | 58.021439, 13.555469 | 10174600310001 | Ladda upp en bild av detta fornminne      |
| Norra Åsarp 31:2                    | Grav markerad av sten/block |              | Norra Åsarp, Västergötland |       | 58.021355, 13.555490 | 10174600310002 | Ladda upp en bild av detta fornminne      |
| Norra Åsarp 32:1                    | Stensättning                |              | Norra Åsarp, Västergötland |       | 58.021312, 13.558200 | 10174600320001 | Ladda upp en bild av detta fornminne      |
| Norra Åsarp 32:2                    | Stensättning                |              | Norra Åsarp, Västergötland |       | 58.021418, 13.558329 | 10174600320002 | Ladda upp en bild av detta fornminne      |
| Norra Åsarp 34:1                    | Stensättning                |              | Norra Åsarp, Västergötland |       | 58.020363, 13.556146 | 10174600340001 | Ladda upp en bild av detta fornminne      |
| Norra Åsarp 35:1                    | Grav markerad av sten/block |              | Norra Åsarp, Västergötland |       | 58.019195, 13.555840 | 10174600350001 | Ladda upp en bild av detta fornminne      |
| Norra Åsarp 35:2                    | Grav markerad av sten/block |              | Norra Åsarp, Västergötland |       | 58.019174, 13.555710 | 10174600350002 | Ladda upp en bild av detta fornminne      |
| Norra Åsarp 35:3                    | Grav markerad av sten/block |              | Norra Åsarp, Västergötland |       | 58.019180, 13.555554 | 10174600350003 | Ladda upp en bild av detta fornminne      |
| Norra Åsarp 38:1                    | Stensättning                |              | Norra Åsarp, Västergötland |       | 58.013553, 13.553564 | 10174600380001 | Ladda upp en bild av detta fornminne      |
| Norra Åsarp 39:1                    | Stensättning                |              | Norra Åsarp, Västergötland |       | 58.015724, 13.553643 | 10174600390001 | Ladda upp en bild av detta fornminne      |
| Norra Åsarp 39:2                    | Hällristning                |              | Norra Åsarp, Västergötland |       | 58.015724, 13.553643 | 10174600390002 | Ladda upp en bild av detta fornminne      |
| Olsbrostenen (Norra Åsarp 40:1)     | Runristning                 |              | Norra Åsarp, Västergötland |       | 58.017106, 13.555844 | 10174600400001 | Ladda upp en till bild av detta fornminne |
| Norra Åsarp 44:1                    | Stensättning                |              | Norra Åsarp, Västergötland |       | 58.028608, 13.555291 | 10174600440001 | Ladda upp en bild av detta fornminne      |
| Norra Åsarp 45:1                    | Stensättning                |              | Norra Åsarp, Västergötland |       | 58.032303, 13.574385 | 10174600450001 | Ladda upp en bild av detta fornminne      |
| Norra Åsarp 45:2                    | Grav markerad av sten/block |              | Norra Åsarp, Västergötland |       | 58.032416, 13.574102 | 10174600450002 | Ladda upp en bild av detta fornminne      |
| Norra Åsarp 46:1                    | Stensättning                |              | Norra Åsarp, Västergötland |       | 58.031769, 13.571773 | 10174600460001 | Ladda upp en bild av detta fornminne      |
| Norra Åsarp 47:1                    | Röse                        |              | Norra Åsarp, Västergötland |       | 58.028552, 13.574631 | 10174600470001 | Ladda upp en bild av detta fornminne      |
| "Piggstenen" (Norra Åsarp 48:1)     | Grav markerad av sten/block |              | Norra Åsarp, Västergötland |       | 58.029299, 13.574702 | 10174600480001 | Ladda upp en bild av detta fornminne      |
| "Piggstenen" (Norra Åsarp 48:2)     | Grav markerad av sten/block |              | Norra Åsarp, Västergötland |       | 58.029349, 13.574699 | 10174600480002 | Ladda upp en bild av detta fornminne      |
| Norra Åsarp 49:1                    | Stensättning                |              | Norra Åsarp, Västergötland |       | 58.031235, 13.569852 | 10174600490001 | Ladda upp en bild av detta fornminne      |
| Norra Åsarp 49:2                    | Stensättning                |              | Norra Åsarp, Västergötland |       | 58.031344, 13.569716 | 10174600490002 | Ladda upp en bild av detta fornminne      |
| Norra Åsarp 49:3                    | Stensättning                |              | Norra Åsarp, Västergötland |       | 58.031138, 13.570048 | 10174600490003 | Ladda upp en bild av detta fornminne      |
| Norra Åsarp 50:1                    | Röse                        |              | Norra Åsarp, Västergötland |       | 58.031320, 13.564763 | 10174600500001 | Ladda upp en bild av detta fornminne      |
| Norra Åsarp 50:2                    | Stensättning                |              | Norra Åsarp, Västergötland |       | 58.031089, 13.565133 | 10174600500002 | Ladda upp en bild av detta fornminne      |
| Norra Åsarp 51:1                    | Stenkrets                   |              | Norra Åsarp, Västergötland |       | 58.035901, 13.570662 | 10174600510001 | Ladda upp en bild av detta fornminne      |
| Norra Åsarp 52:1                    | Grav markerad av sten/block |              | Norra Åsarp, Västergötland |       | 58.034438, 13.575773 | 10174600520001 | Ladda upp en bild av detta fornminne      |
| Norra Åsarp 53:1                    | Grav markerad av sten/block |              | Norra Åsarp, Västergötland |       | 58.034978, 13.573754 | 10174600530001 | Ladda upp en bild av detta fornminne      |
| Norra Åsarp 54:1                    | Stensättning                |              | Norra Åsarp, Västergötland |       | 58.032180, 13.572344 | 10174600540001 | Ladda upp en bild av detta fornminne      |
| Norra Åsarp 55:1                    | Stensättning                |              | Norra Åsarp, Västergötland |       | 58.027747, 13.565212 | 10174600550001 | Ladda upp en bild av detta fornminne      |
| "Aspekullen" (Norra Åsarp 56:1)     | Gravfält                    |              | Norra Åsarp, Västergötland |       | 58.026642, 13.565179 | 10174600560001 | Ladda upp en bild av detta fornminne      |
| Norra Åsarp 57:1                    | Gravfält                    |              | Norra Åsarp, Västergötland |       | 58.025925, 13.567506 | 10174600570001 | Ladda upp en bild av detta fornminne      |
| Norra Åsarp 60:1                    | Röse                        |              | Norra Åsarp, Västergötland |       | 58.025949, 13.578507 | 10174600600001 | Ladda upp en bild av detta fornminne      |
| Norra Åsarp 60:2                    | Stensättning                |              | Norra Åsarp, Västergötland |       | 58.025973, 13.578054 | 10174600600002 | Ladda upp en bild av detta fornminne      |
| Norra Åsarp 60:3                    | Stensättning                |              | Norra Åsarp, Västergötland |       | 58.026263, 13.578359 | 10174600600003 | Ladda upp en bild av detta fornminne      |
| Norra Åsarp 61:1                    | Gravfält                    |              | Norra Åsarp, Västergötland |       | 58.026606, 13.578347 | 10174600610001 | Ladda upp en bild av detta fornminne      |
| Norra Åsarp 62:1                    | Röse                        |              | Norra Åsarp, Västergötland |       | 58.029478, 13.582168 | 10174600620001 | Ladda upp en bild av detta fornminne      |
| Norra Åsarp 62:2                    | Stensättning                |              | Norra Åsarp, Västergötland |       | 58.029250, 13.581353 | 10174600620002 | Ladda upp en bild av detta fornminne      |
| Norra Åsarp 63:1                    | Stensättning                |              | Norra Åsarp, Västergötland |       | 58.028857, 13.579627 | 10174600630001 | Ladda upp en bild av detta fornminne      |
| Norra Åsarp 64:1                    | Stensättning                |              | Norra Åsarp, Västergötland |       | 58.027709, 13.580898 | 10174600640001 | Ladda upp en bild av detta fornminne      |
| Norra Åsarp 65:1                    | Gravfält                    |              | Norra Åsarp, Västergötland |       | 58.032016, 13.583832 | 10174600650001 | Ladda upp en bild av detta fornminne      |
| Norra Åsarp 66:1                    | Röse                        |              | Norra Åsarp, Västergötland |       | 58.030950, 13.584557 | 10174600660001 | Ladda upp en bild av detta fornminne      |
| Norra Åsarp 68:1                    | Stensättning                |              | Norra Åsarp, Västergötland |       | 58.037703, 13.593094 | 10174600680001 | Ladda upp en bild av detta fornminne      |
| Norra Åsarp 68:2                    | Stensättning                |              | Norra Åsarp, Västergötland |       | 58.037579, 13.593238 | 10174600680002 | Ladda upp en bild av detta fornminne      |
| Norra Åsarp 68:3                    | Stensättning                |              | Norra Åsarp, Västergötland |       | 58.037441, 13.593420 | 10174600680003 | Ladda upp en bild av detta fornminne      |
| Norra Åsarp 68:4                    | Stensättning                |              | Norra Åsarp, Västergötland |       | 58.037297, 13.593725 | 10174600680004 | Ladda upp en bild av detta fornminne      |
| Norra Åsarp 69:2                    | Stensättning                |              | Norra Åsarp, Västergötland |       | 58.027176, 13.578645 | 10174600690002 | Ladda upp en bild av detta fornminne      |
| Norra Åsarp 70:1                    | Stensättning                |              | Norra Åsarp, Västergötland |       | 58.027187, 13.579458 | 10174600700001 | Ladda upp en bild av detta fornminne      |
| Norra Åsarp 70:2                    | Stensättning                |              | Norra Åsarp, Västergötland |       | 58.027289, 13.579515 | 10174600700002 | Ladda upp en bild av detta fornminne      |
| Norra Åsarp 70:3                    | Stensättning                |              | Norra Åsarp, Västergötland |       | 58.027403, 13.579572 | 10174600700003 | Ladda upp en bild av detta fornminne      |
| Norra Åsarp 70:4                    | Stensättning                |              | Norra Åsarp, Västergötland |       | 58.027494, 13.579641 | 10174600700004 | Ladda upp en bild av detta fornminne      |
| Norra Åsarp 72:1                    | Stensättning                |              | Norra Åsarp, Västergötland |       | 58.028797, 13.582107 | 10174600720001 | Ladda upp en bild av detta fornminne      |
| "Fageråsarör" (Norra Åsarp 73:1)    | Stensättning                |              | Norra Åsarp, Västergötland |       | 58.037774, 13.600775 | 10174600730001 | Ladda upp en bild av detta fornminne      |
| "Fageråsarör" (Norra Åsarp 73:2)    | Hög                         |              | Norra Åsarp, Västergötland |       | 58.037641, 13.600486 | 10174600730002 | Ladda upp en bild av detta fornminne      |
| Norra Åsarp 74:1                    | Hällristning                |              | Norra Åsarp, Västergötland |       | 58.040504, 13.601641 | 10174600740001 | Ladda upp en bild av detta fornminne      |
| Norra Åsarp 75:1                    | Grav markerad av sten/block |              | Norra Åsarp, Västergötland |       | 58.041829, 13.599677 | 10174600750001 | Ladda upp en bild av detta fornminne      |
| Norra Åsarp 76:1                    | Grav markerad av sten/block |              | Norra Åsarp, Västergötland |       | 58.042222, 13.601077 | 10174600760001 | Ladda upp en bild av detta fornminne      |
| Norra Åsarp 77:1                    | Hällristning                |              | Norra Åsarp, Västergötland |       | 58.039212, 13.609760 | 10174600770001 | Ladda upp en bild av detta fornminne      |
| Norra Åsarp 77:2                    | Hällristning                |              | Norra Åsarp, Västergötland |       | 58.039239, 13.609784 | 10174600770002 | Ladda upp en bild av detta fornminne      |
| Norra Åsarp 78:1                    | Stensättning                |              | Norra Åsarp, Västergötland |       | 58.034979, 13.614985 | 10174600780001 | Ladda upp en bild av detta fornminne      |
| Norra Åsarp 78:2                    | Hällristning                |              | Norra Åsarp, Västergötland |       | 58.034858, 13.615358 | 10174600780002 | Ladda upp en bild av detta fornminne      |
| Norra Åsarp 79:1                    | Hög                         |              | Norra Åsarp, Västergötland |       | 58.029858, 13.630046 | 10174600790001 | Ladda upp en bild av detta fornminne      |
| Norra Åsarp 81:1                    | Stensättning                |              | Norra Åsarp, Västergötland |       | 58.022165, 13.618622 | 10174600810001 | Ladda upp en bild av detta fornminne      |
| Norra Åsarp 81:2                    | Stensättning                |              | Norra Åsarp, Västergötland |       | 58.022245, 13.618441 | 10174600810002 | Ladda upp en bild av detta fornminne      |
| Norra Åsarp 82:1                    | Stensättning                |              | Norra Åsarp, Västergötland |       | 58.021444, 13.576905 | 10174600820001 | Ladda upp en bild av detta fornminne      |
| Norra Åsarp 82:2                    | Stensättning                |              | Norra Åsarp, Västergötland |       | 58.021163, 13.577423 | 10174600820002 | Ladda upp en bild av detta fornminne      |
| Norra Åsarp 83:1                    | Stensättning                |              | Norra Åsarp, Västergötland |       | 58.020962, 13.576216 | 10174600830001 | Ladda upp en bild av detta fornminne      |
| Norra Åsarp 83:2                    | Stensättning                |              | Norra Åsarp, Västergötland |       | 58.021095, 13.576376 | 10174600830002 | Ladda upp en bild av detta fornminne      |
| Norra Åsarp 84:1                    | Gravfält                    |              | Norra Åsarp, Västergötland |       | 58.019889, 13.575052 | 10174600840001 | Ladda upp en bild av detta fornminne      |
| Norra Åsarp 86:1                    | Stensättning                |              | Norra Åsarp, Västergötland |       | 58.018612, 13.575430 | 10174600860001 | Ladda upp en bild av detta fornminne      |
| Norra Åsarp 86:2                    | Stensättning                |              | Norra Åsarp, Västergötland |       | 58.018406, 13.575163 | 10174600860002 | Ladda upp en bild av detta fornminne      |
| Norra Åsarp 86:3                    | Stensättning                |              | Norra Åsarp, Västergötland |       | 58.018147, 13.574296 | 10174600860003 | Ladda upp en bild av detta fornminne      |
| Norra Åsarp 87:1                    | Stensättning                |              | Norra Åsarp, Västergötland |       | 58.017759, 13.573810 | 10174600870001 | Ladda upp en bild av detta fornminne      |
| Norra Åsarp 87:2                    | Stensättning                |              | Norra Åsarp, Västergötland |       | 58.017509, 13.573731 | 10174600870002 | Ladda upp en bild av detta fornminne      |
| Norra Åsarp 87:3                    | Stensättning                |              | Norra Åsarp, Västergötland |       | 58.017370, 13.573512 | 10174600870003 | Ladda upp en bild av detta fornminne      |
| Norra Åsarp 88:1                    | Stensättning                |              | Norra Åsarp, Västergötland |       | 58.016950, 13.573019 | 10174600880001 | Ladda upp en bild av detta fornminne      |
| Norra Åsarp 89:1                    | Stensättning                |              | Norra Åsarp, Västergötland |       | 58.016472, 13.573814 | 10174600890001 | Ladda upp en bild av detta fornminne      |
| Norra Åsarp 90:1                    | Stensättning                |              | Norra Åsarp, Västergötland |       | 58.016338, 13.572375 | 10174600900001 | Ladda upp en bild av detta fornminne      |
| Norra Åsarp 90:2                    | Stensättning                |              | Norra Åsarp, Västergötland |       | 58.016304, 13.572841 | 10174600900002 | Ladda upp en bild av detta fornminne      |
| Norra Åsarp 90:3                    | Stensättning                |              | Norra Åsarp, Västergötland |       | 58.016207, 13.572682 | 10174600900003 | Ladda upp en bild av detta fornminne      |
| Norra Åsarp 90:4                    | Stensättning                |              | Norra Åsarp, Västergötland |       | 58.016032, 13.572613 | 10174600900004 | Ladda upp en bild av detta fornminne      |
| Norra Åsarp 91:2                    | Stensättning                |              | Norra Åsarp, Västergötland |       | 58.015825, 13.571313 | 10174600910002 | Ladda upp en bild av detta fornminne      |
| Norra Åsarp 91:3                    | Stensättning                |              | Norra Åsarp, Västergötland |       | 58.015889, 13.571085 | 10174600910003 | Ladda upp en bild av detta fornminne      |
| Norra Åsarp 93:1                    | Stensättning                |              | Norra Åsarp, Västergötland |       | 58.014612, 13.571969 | 10174600930001 | Ladda upp en bild av detta fornminne      |
| Norra Åsarp 93:2                    | Stensättning                |              | Norra Åsarp, Västergötland |       | 58.013980, 13.571624 | 10174600930002 | Ladda upp en bild av detta fornminne      |
| Norra Åsarp 93:3                    | Stensättning                |              | Norra Åsarp, Västergötland |       | 58.014127, 13.571826 | 10174600930003 | Ladda upp en bild av detta fornminne      |
| Norra Åsarp 94:1                    | Stensättning                |              | Norra Åsarp, Västergötland |       | 58.013330, 13.572336 | 10174600940001 | Ladda upp en bild av detta fornminne      |
| Norra Åsarp 94:2                    | Stensättning                |              | Norra Åsarp, Västergötland |       | 58.013096, 13.572549 | 10174600940002 | Ladda upp en bild av detta fornminne      |
| Norra Åsarp 94:3                    | Stenkrets                   |              | Norra Åsarp, Västergötland |       | 58.012747, 13.572763 | 10174600940003 | Ladda upp en bild av detta fornminne      |
| Norra Åsarp 94:4                    | Stensättning                |              | Norra Åsarp, Västergötland |       | 58.013204, 13.572419 | 10174600940004 | Ladda upp en bild av detta fornminne      |
| Norra Åsarp 94:5                    | Grav markerad av sten/block |              | Norra Åsarp, Västergötland |       | 58.012811, 13.572275 | 10174600940005 | Ladda upp en bild av detta fornminne      |
| Norra Åsarp 95:1                    | Stenkrets                   |              | Norra Åsarp, Västergötland |       | 58.018097, 13.569308 | 10174600950001 | Ladda upp en bild av detta fornminne      |
| Norra Åsarp 96:1                    | Stensättning                |              | Norra Åsarp, Västergötland |       | 58.017085, 13.569482 | 10174600960001 | Ladda upp en bild av detta fornminne      |
| Norra Åsarp 97:1                    | Stensättning                |              | Norra Åsarp, Västergötland |       | 58.017617, 13.565732 | 10174600970001 | Ladda upp en bild av detta fornminne      |
| Norra Åsarp 99:1                    | Stensättning                |              | Norra Åsarp, Västergötland |       | 58.015477, 13.570830 | 10174600990001 | Ladda upp en bild av detta fornminne      |
| Norra Åsarp 99:2                    | Stensättning                |              | Norra Åsarp, Västergötland |       | 58.015491, 13.571060 | 10174600990002 | Ladda upp en bild av detta fornminne      |
| Norra Åsarp 100:1                   | Stensättning                |              | Norra Åsarp, Västergötland |       | 58.011843, 13.568176 | 10174601000001 | Ladda upp en bild av detta fornminne      |
| Norra Åsarp 101:1                   | Stensättning                |              | Norra Åsarp, Västergötland |       | 58.013265, 13.570191 | 10174601010001 | Ladda upp en bild av detta fornminne      |
| Norra Åsarp 102:1                   | Grav markerad av sten/block |              | Norra Åsarp, Västergötland |       | 58.008320, 13.562559 | 10174601020001 | Ladda upp en bild av detta fornminne      |
| Norra Åsarp 103:1                   | Hällristning                |              | Norra Åsarp, Västergötland |       | 58.006238, 13.564328 | 10174601030001 | Ladda upp en bild av detta fornminne      |
| Norra Åsarp 104:1                   | Stensättning                |              | Norra Åsarp, Västergötland |       | 58.005759, 13.569302 | 10174601040001 | Ladda upp en bild av detta fornminne      |
| Norra Åsarp 104:2                   | Stensättning                |              | Norra Åsarp, Västergötland |       | 58.005876, 13.569422 | 10174601040002 | Ladda upp en bild av detta fornminne      |
| Norra Åsarp 105:1                   | Gravfält                    |              | Norra Åsarp, Västergötland |       | 58.011553, 13.571637 | 10174601050001 | Ladda upp en bild av detta fornminne      |
| Norra Åsarp 106:1                   | Stensättning                |              | Norra Åsarp, Västergötland |       | 58.010536, 13.575291 | 10174601060001 | Ladda upp en bild av detta fornminne      |
| Norra Åsarp 107:1                   | Gravfält                    |              | Norra Åsarp, Västergötland |       | 58.007271, 13.578103 | 10174601070001 | Ladda upp en bild av detta fornminne      |
| Norra Åsarp 108:1                   | Stensättning                |              | Norra Åsarp, Västergötland |       | 58.005452, 13.572045 | 10174601080001 | Ladda upp en bild av detta fornminne      |
| Norra Åsarp 108:2                   | Stensättning                |              | Norra Åsarp, Västergötland |       | 58.005353, 13.571967 | 10174601080002 | Ladda upp en bild av detta fornminne      |
| Norra Åsarp 108:3                   | Stensättning                |              | Norra Åsarp, Västergötland |       | 58.005340, 13.571772 | 10174601080003 | Ladda upp en bild av detta fornminne      |
| Norra Åsarp 109:1                   | Hällristning                |              | Norra Åsarp, Västergötland |       | 58.004211, 13.583278 | 10174601090001 | Ladda upp en bild av detta fornminne      |
| Norra Åsarp 109:2                   | Stensättning                |              | Norra Åsarp, Västergötland |       | 58.004220, 13.583487 | 10174601090002 | Ladda upp en bild av detta fornminne      |
| Norra Åsarp 109:3                   | Stensättning                |              | Norra Åsarp, Västergötland |       | 58.004220, 13.583964 | 10174601090003 | Ladda upp en bild av detta fornminne      |
| Norra Åsarp 110:1                   | Hällristning                |              | Norra Åsarp, Västergötland |       | 58.005311, 13.581601 | 10174601100001 | Ladda upp en bild av detta fornminne      |
| Norra Åsarp 110:2                   | Hällristning                |              | Norra Åsarp, Västergötland |       | 58.005313, 13.581596 | 10174601100002 | Ladda upp en bild av detta fornminne      |
| Norra Åsarp 110:3                   | Hällristning                |              | Norra Åsarp, Västergötland |       | 58.005361, 13.581664 | 10174601100003 | Ladda upp en bild av detta fornminne      |
| Norra Åsarp 110:4                   | Hällristning                |              | Norra Åsarp, Västergötland |       | 58.005398, 13.581707 | 10174601100004 | Ladda upp en bild av detta fornminne      |
| "Jungfrukullen" (Norra Åsarp 111:1) | Stensättning                |              | Norra Åsarp, Västergötland |       | 58.004357, 13.586607 | 10174601110001 | Ladda upp en bild av detta fornminne      |
| Norra Åsarp 112:1                   | Stensättning                |              | Norra Åsarp, Västergötland |       | 57.999028, 13.581984 | 10174601120001 | Ladda upp en bild av detta fornminne      |
| Norra Åsarp 113:1                   | Stensättning                |              | Norra Åsarp, Västergötland |       | 58.001263, 13.584985 | 10174601130001 | Ladda upp en bild av detta fornminne      |
| Norra Åsarp 113:2                   | Stensättning                |              | Norra Åsarp, Västergötland |       | 58.001553, 13.585602 | 10174601130002 | Ladda upp en bild av detta fornminne      |
| Norra Åsarp 115:1                   | Stensättning                |              | Norra Åsarp, Västergötland |       | 57.996023, 13.581308 | 10174601150001 | Ladda upp en bild av detta fornminne      |
| Norra Åsarp 116:1                   | Stensättning                |              | Norra Åsarp, Västergötland |       | 58.002208, 13.591165 | 10174601160001 | Ladda upp en bild av detta fornminne      |
| Norra Åsarp 116:2                   | Hällristning                |              | Norra Åsarp, Västergötland |       | 58.002208, 13.591165 | 10174601160002 | Ladda upp en bild av detta fornminne      |
| Norra Åsarp 116:3                   | Stensättning                |              | Norra Åsarp, Västergötland |       | 58.002075, 13.591072 | 10174601160003 | Ladda upp en bild av detta fornminne      |
| Norra Åsarp 117:1                   | Hällristning                |              | Norra Åsarp, Västergötland |       | 58.001714, 13.590921 | 10174601170001 | Ladda upp en bild av detta fornminne      |
| Norra Åsarp 119:1                   | Grav markerad av sten/block |              | Norra Åsarp, Västergötland |       | 58.004773, 13.594141 | 10174601190001 | Ladda upp en bild av detta fornminne      |
| Norra Åsarp 120:1                   | Hällristning                |              | Norra Åsarp, Västergötland |       | 58.003095, 13.595844 | 10174601200001 | Ladda upp en bild av detta fornminne      |
| Norra Åsarp 120:2                   | Hällristning                |              | Norra Åsarp, Västergötland |       | 58.003118, 13.595831 | 10174601200002 | Ladda upp en bild av detta fornminne      |
| Norra Åsarp 121:1                   | Hällristning                |              | Norra Åsarp, Västergötland |       | 58.004164, 13.595342 | 10174601210001 | Ladda upp en bild av detta fornminne      |
| Norra Åsarp 122:1                   | Stensättning                |              | Norra Åsarp, Västergötland |       | 58.003728, 13.595767 | 10174601220001 | Ladda upp en bild av detta fornminne      |
| Norra Åsarp 122:2                   | Grav markerad av sten/block |              | Norra Åsarp, Västergötland |       | 58.003356, 13.595376 | 10174601220002 | Ladda upp en bild av detta fornminne      |
| Norra Åsarp 123:1                   | Stensättning                |              | Norra Åsarp, Västergötland |       | 58.005696, 13.593237 | 10174601230001 | Ladda upp en bild av detta fornminne      |
| Norra Åsarp 123:2                   | Hällristning                |              | Norra Åsarp, Västergötland |       | 58.005731, 13.592900 | 10174601230002 | Ladda upp en bild av detta fornminne      |
| Norra Åsarp 124:1                   | Hällristning                |              | Norra Åsarp, Västergötland |       | 58.006161, 13.594542 | 10174601240001 | Ladda upp en bild av detta fornminne      |
| Norra Åsarp 124:2                   | Hällristning                |              | Norra Åsarp, Västergötland |       | 58.006176, 13.594519 | 10174601240002 | Ladda upp en bild av detta fornminne      |
| "Draken" (Norra Åsarp 125:1)        | Hällristning                |              | Norra Åsarp, Västergötland |       | 58.007719, 13.594837 | 10174601250001 | Ladda upp en bild av detta fornminne      |
| Norra Åsarp 126:1                   | Stensättning                |              | Norra Åsarp, Västergötland |       | 58.007274, 13.596977 | 10174601260001 | Ladda upp en bild av detta fornminne      |
| "Asperöret" (Norra Åsarp 127:1)     | Stensättning                |              | Norra Åsarp, Västergötland |       | 58.006061, 13.596964 | 10174601270001 | Ladda upp en bild av detta fornminne      |
| "Högaröret" (Norra Åsarp 128:1)     | Röse                        |              | Norra Åsarp, Västergötland |       | 58.016054, 13.588620 | 10174601280001 | Ladda upp en bild av detta fornminne      |
| "Högaröret" (Norra Åsarp 128:2)     | Stensättning                |              | Norra Åsarp, Västergötland |       | 58.016195, 13.587599 | 10174601280002 | Ladda upp en bild av detta fornminne      |
| Norra Åsarp 130:1                   | Hällristning                |              | Norra Åsarp, Västergötland |       | 58.010686, 13.614089 | 10174601300001 | Ladda upp en bild av detta fornminne      |
| Norra Åsarp 130:2                   | Hällristning                |              | Norra Åsarp, Västergötland |       | 58.010686, 13.614089 | 10174601300002 | Ladda upp en bild av detta fornminne      |
| Norra Åsarp 130:3                   | Hällristning                |              | Norra Åsarp, Västergötland |       | 58.010686, 13.614089 | 10174601300003 | Ladda upp en bild av detta fornminne      |
| Norra Åsarp 130:4                   | Hällristning                |              | Norra Åsarp, Västergötland |       | 58.010686, 13.614089 | 10174601300004 | Ladda upp en bild av detta fornminne      |
| Norra Åsarp 130:5                   | Hällristning                |              | Norra Åsarp, Västergötland |       | 58.010686, 13.614089 | 10174601300005 | Ladda upp en bild av detta fornminne      |
| Norra Åsarp 130:6                   | Hällristning                |              | Norra Åsarp, Västergötland |       | 58.010686, 13.614089 | 10174601300006 | Ladda upp en bild av detta fornminne      |
| Norra Åsarp 131:1                   | Hällristning                |              | Norra Åsarp, Västergötland |       | 58.009409, 13.612691 | 10174601310001 | Ladda upp en bild av detta fornminne      |
| Norra Åsarp 131:2                   | Hällristning                |              | Norra Åsarp, Västergötland |       | 58.009286, 13.612770 | 10174601310002 | Ladda upp en bild av detta fornminne      |
| Norra Åsarp 131:3                   | Hällristning                |              | Norra Åsarp, Västergötland |       | 58.009086, 13.612827 | 10174601310003 | Ladda upp en bild av detta fornminne      |
| Norra Åsarp 131:4                   | Stensättning                |              | Norra Åsarp, Västergötland |       | 58.009090, 13.612640 | 10174601310004 | Ladda upp en bild av detta fornminne      |
| Norra Åsarp 132:1                   | Stensättning                |              | Norra Åsarp, Västergötland |       | 58.010110, 13.615354 | 10174601320001 | Ladda upp en bild av detta fornminne      |
| Norra Åsarp 133:1                   | Stensättning                |              | Norra Åsarp, Västergötland |       | 58.011532, 13.620679 | 10174601330001 | Ladda upp en bild av detta fornminne      |
| Norra Åsarp 136:1                   | Stensättning                |              | Norra Åsarp, Västergötland |       | 58.039869, 13.608891 | 10174601360001 | Ladda upp en bild av detta fornminne      |
| Norra Åsarp 137:1                   | Stensättning                |              | Norra Åsarp, Västergötland |       | 58.033677, 13.575743 | 10174601370001 | Ladda upp en bild av detta fornminne      |
| Norra Åsarp 138:1                   | Stensättning                |              | Norra Åsarp, Västergötland |       | 58.030680, 13.567763 | 10174601380001 | Ladda upp en bild av detta fornminne      |
| Norra Åsarp 139:1                   | Stensättning                |              | Norra Åsarp, Västergötland |       | 58.030165, 13.570664 | 10174601390001 | Ladda upp en bild av detta fornminne      |
| Norra Åsarp 140:1                   | Röse                        |              | Norra Åsarp, Västergötland |       | 58.026843, 13.573291 | 10174601400001 | Ladda upp en bild av detta fornminne      |
| Norra Åsarp 141:1                   | Stensättning                |              | Norra Åsarp, Västergötland |       | 58.027427, 13.574872 | 10174601410001 | Ladda upp en bild av detta fornminne      |
| Norra Åsarp 144:1                   | Gravfält                    |              | Norra Åsarp, Västergötland |       | 58.010597, 13.570751 | 10174601440001 | Ladda upp en bild av detta fornminne      |
| Norra Åsarp 145:1                   | Stensättning                |              | Norra Åsarp, Västergötland |       | 58.045738, 13.568554 | 10174601450001 | Ladda upp en bild av detta fornminne      |
| Norra Åsarp 146:1                   | Grav markerad av sten/block |              | Norra Åsarp, Västergötland |       | 58.044756, 13.564241 | 10174601460001 | Ladda upp en bild av detta fornminne      |
| Norra Åsarp 147:1                   | Hällristning                |              | Norra Åsarp, Västergötland |       | 58.047078, 13.546402 | 10174601470001 | Ladda upp en bild av detta fornminne      |
| Norra Åsarp 148:1                   | Stensättning                |              | Norra Åsarp, Västergötland |       | 58.048385, 13.542312 | 10174601480001 | Ladda upp en bild av detta fornminne      |
| Norra Åsarp 149:1                   | Stensättning                |              | Norra Åsarp, Västergötland |       | 58.048269, 13.544903 | 10174601490001 | Ladda upp en bild av detta fornminne      |
| Norra Åsarp 150:1                   | Röse                        |              | Norra Åsarp, Västergötland |       | 58.047056, 13.531645 | 10174601500001 | Ladda upp en bild av detta fornminne      |
| Norra Åsarp 151:1                   | Hög                         |              | Norra Åsarp, Västergötland |       | 58.048368, 13.561216 | 10174601510001 | Ladda upp en bild av detta fornminne      |
| Norra Åsarp 153:1                   | Hällristning                |              | Norra Åsarp, Västergötland |       | 58.042497, 13.540972 | 10174601530001 | Ladda upp en bild av detta fornminne      |
| Norra Åsarp 153:2                   | Hällristning                |              | Norra Åsarp, Västergötland |       | 58.042497, 13.540972 | 10174601530002 | Ladda upp en bild av detta fornminne      |
| Norra Åsarp 153:3                   | Hällristning                |              | Norra Åsarp, Västergötland |       | 58.042497, 13.540972 | 10174601530003 | Ladda upp en bild av detta fornminne      |
| Norra Åsarp 153:4                   | Stensättning                |              | Norra Åsarp, Västergötland |       | 58.042330, 13.540713 | 10174601530004 | Ladda upp en bild av detta fornminne      |
| Norra Åsarp 154:1                   | Stensättning                |              | Norra Åsarp, Västergötland |       | 58.044200, 13.538373 | 10174601540001 | Ladda upp en bild av detta fornminne      |
| Norra Åsarp 156:1                   | Stensättning                |              | Norra Åsarp, Västergötland |       | 58.038574, 13.552814 | 10174601560001 | Ladda upp en bild av detta fornminne      |
| Norra Åsarp 157:1                   | Stensättning                |              | Norra Åsarp, Västergötland |       | 58.038154, 13.553884 | 10174601570001 | Ladda upp en bild av detta fornminne      |
| Norra Åsarp 158:1                   | Stensättning                |              | Norra Åsarp, Västergötland |       | 58.040069, 13.552673 | 10174601580001 | Ladda upp en bild av detta fornminne      |
| Norra Åsarp 159:1                   | Stensättning                |              | Norra Åsarp, Västergötland |       | 58.033329, 13.550913 | 10174601590001 | Ladda upp en bild av detta fornminne      |
| Norra Åsarp 160:1                   | Stensättning                |              | Norra Åsarp, Västergötland |       | 58.033988, 13.550146 | 10174601600001 | Ladda upp en bild av detta fornminne      |
| Norra Åsarp 160:2                   | Hällristning                |              | Norra Åsarp, Västergötland |       | 58.033988, 13.550146 | 10174601600002 | Ladda upp en bild av detta fornminne      |
| Norra Åsarp 161:1                   | Stensättning                |              | Norra Åsarp, Västergötland |       | 58.035328, 13.548559 | 10174601610001 | Ladda upp en bild av detta fornminne      |
| Norra Åsarp 162:1                   | Stensättning                |              | Norra Åsarp, Västergötland |       | 58.035433, 13.545981 | 10174601620001 | Ladda upp en bild av detta fornminne      |
| Norra Åsarp 162:2                   | Stensättning                |              | Norra Åsarp, Västergötland |       | 58.035135, 13.545836 | 10174601620002 | Ladda upp en bild av detta fornminne      |
| Norra Åsarp 162:3                   | Stensättning                |              | Norra Åsarp, Västergötland |       | 58.034827, 13.545750 | 10174601620003 | Ladda upp en bild av detta fornminne      |
| Norra Åsarp 163:1                   | Hög                         |              | Norra Åsarp, Västergötland |       | 58.034905, 13.543531 | 10174601630001 | Ladda upp en bild av detta fornminne      |
| Norra Åsarp 163:2                   | Stensättning                |              | Norra Åsarp, Västergötland |       | 58.034865, 13.542992 | 10174601630002 | Ladda upp en bild av detta fornminne      |
| Norra Åsarp 164:1                   | Stensättning                |              | Norra Åsarp, Västergötland |       | 58.033600, 13.542259 | 10174601640001 | Ladda upp en bild av detta fornminne      |
| Norra Åsarp 165:1                   | Hällristning                |              | Norra Åsarp, Västergötland |       | 58.032878, 13.549869 | 10174601650001 | Ladda upp en bild av detta fornminne      |
| Norra Åsarp 166:1                   | Stensättning                |              | Norra Åsarp, Västergötland |       | 58.034213, 13.553076 | 10174601660001 | Ladda upp en bild av detta fornminne      |
| Norra Åsarp 166:2                   | Stensättning                |              | Norra Åsarp, Västergötland |       | 58.034279, 13.552842 | 10174601660002 | Ladda upp en bild av detta fornminne      |
| Norra Åsarp 168:1                   | Hällristning                |              | Norra Åsarp, Västergötland |       | 58.027693, 13.547302 | 10174601680001 | Ladda upp en bild av detta fornminne      |
| Norra Åsarp 168:2                   | Hällristning                |              | Norra Åsarp, Västergötland |       | 58.027686, 13.546832 | 10174601680002 | Ladda upp en bild av detta fornminne      |
| Norra Åsarp 168:3                   | Hällristning                |              | Norra Åsarp, Västergötland |       | 58.027666, 13.546682 | 10174601680003 | Ladda upp en bild av detta fornminne      |
| Norra Åsarp 169:1                   | Hällristning                |              | Norra Åsarp, Västergötland |       | 58.027063, 13.549103 | 10174601690001 | Ladda upp en bild av detta fornminne      |
| Norra Åsarp 169:2                   | Hällristning                |              | Norra Åsarp, Västergötland |       | 58.026730, 13.549030 | 10174601690002 | Ladda upp en bild av detta fornminne      |
| Norra Åsarp 170:1                   | Hällristning                |              | Norra Åsarp, Västergötland |       | 58.030065, 13.554312 | 10174601700001 | Ladda upp en bild av detta fornminne      |
| Norra Åsarp 171:1                   | Stensättning                |              | Norra Åsarp, Västergötland |       | 58.033691, 13.555568 | 10174601710001 | Ladda upp en bild av detta fornminne      |
| Norra Åsarp 171:2                   | Stensättning                |              | Norra Åsarp, Västergötland |       | 58.033556, 13.555740 | 10174601710002 | Ladda upp en bild av detta fornminne      |
| Norra Åsarp 171:3                   | Stensättning                |              | Norra Åsarp, Västergötland |       | 58.033378, 13.555757 | 10174601710003 | Ladda upp en bild av detta fornminne      |
| Ugglesten (Norra Åsarp 172:1)       | Hällristning                |              | Norra Åsarp, Västergötland |       | 58.038905, 13.591243 | 10174601720001 | Ladda upp en bild av detta fornminne      |
| Norra Åsarp 173:1                   | Stensättning                |              | Norra Åsarp, Västergötland |       | 58.037815, 13.585758 | 10174601730001 | Ladda upp en bild av detta fornminne      |
| Norra Åsarp 173:2                   | Stensättning                |              | Norra Åsarp, Västergötland |       | 58.037656, 13.585573 | 10174601730002 | Ladda upp en bild av detta fornminne      |
| Norra Åsarp 173:3                   | Stensättning                |              | Norra Åsarp, Västergötland |       | 58.037487, 13.585494 | 10174601730003 | Ladda upp en bild av detta fornminne      |
| Norra Åsarp 174:1                   | Stensättning                |              | Norra Åsarp, Västergötland |       | 58.033530, 13.585182 | 10174601740001 | Ladda upp en bild av detta fornminne      |
| Norra Åsarp 174:2                   | Stensättning                |              | Norra Åsarp, Västergötland |       | 58.033158, 13.585948 | 10174601740002 | Ladda upp en bild av detta fornminne      |
| Norra Åsarp 176:1                   | Stensättning                |              | Norra Åsarp, Västergötland |       | 58.029594, 13.579532 | 10174601760001 | Ladda upp en bild av detta fornminne      |
| Norra Åsarp 177:1                   | Stensättning                |              | Norra Åsarp, Västergötland |       | 58.027250, 13.565090 | 10174601770001 | Ladda upp en bild av detta fornminne      |
| Norra Åsarp 179:1                   | Hällristning                |              | Norra Åsarp, Västergötland |       | 58.040168, 13.609817 | 10174601790001 | Ladda upp en bild av detta fornminne      |
| Norra Åsarp 180:1                   | Hällristning                |              | Norra Åsarp, Västergötland |       | 58.039458, 13.608279 | 10174601800001 | Ladda upp en bild av detta fornminne      |
| Norra Åsarp 180:2                   | Hällristning                |              | Norra Åsarp, Västergötland |       | 58.039458, 13.608279 | 10174601800002 | Ladda upp en bild av detta fornminne      |
| Norra Åsarp 181:1                   | Hällristning                |              | Norra Åsarp, Västergötland |       | 58.034541, 13.611480 | 10174601810001 | Ladda upp en bild av detta fornminne      |
| Norra Åsarp 183:1                   | Stensättning                |              | Norra Åsarp, Västergötland |       | 58.018750, 13.567182 | 10174601830001 | Ladda upp en bild av detta fornminne      |
| Norra Åsarp 186:1                   | Stensättning                |              | Norra Åsarp, Västergötland |       | 58.004635, 13.579908 | 10174601860001 | Ladda upp en bild av detta fornminne      |
| Norra Åsarp 187:1                   | Hällristning                |              | Norra Åsarp, Västergötland |       | 58.005948, 13.567553 | 10174601870001 | Ladda upp en bild av detta fornminne      |
| Norra Åsarp 188:1                   | Hällristning                |              | Norra Åsarp, Västergötland |       | 58.004548, 13.574803 | 10174601880001 | Ladda upp en bild av detta fornminne      |
| Norra Åsarp 189:1                   | Hällristning                |              | Norra Åsarp, Västergötland |       | 58.004322, 13.588503 | 10174601890001 | Ladda upp en bild av detta fornminne      |
| Norra Åsarp 191:1                   | Hällristning                |              | Norra Åsarp, Västergötland |       | 58.005933, 13.587691 | 10174601910001 | Ladda upp en bild av detta fornminne      |
| Norra Åsarp 192:1                   | Stensättning                |              | Norra Åsarp, Västergötland |       | 58.001240, 13.594531 | 10174601920001 | Ladda upp en bild av detta fornminne      |
| Norra Åsarp 193:1                   | Gravfält                    |              | Norra Åsarp, Västergötland |       | 57.998999, 13.606772 | 10174601930001 | Ladda upp en bild av detta fornminne      |
| Norra Åsarp 195:1                   | Hällristning                |              | Norra Åsarp, Västergötland |       | 58.006809, 13.595175 | 10174601950001 | Ladda upp en bild av detta fornminne      |
| Norra Åsarp 196:1                   | Hög                         |              | Norra Åsarp, Västergötland |       | 58.007805, 13.601078 | 10174601960001 | Ladda upp en bild av detta fornminne      |
| Norra Åsarp 198:1                   | Stensättning                |              | Norra Åsarp, Västergötland |       | 58.015197, 13.590204 | 10174601980001 | Ladda upp en bild av detta fornminne      |
| Norra Åsarp 199:1                   | Gravfält                    |              | Norra Åsarp, Västergötland |       | 58.015271, 13.590829 | 10174601990001 | Ladda upp en bild av detta fornminne      |
| Norra Åsarp 200:1                   | Stensättning                |              | Norra Åsarp, Västergötland |       | 58.015203, 13.578601 | 10174602000001 | Ladda upp en bild av detta fornminne      |
| Norra Åsarp 200:2                   | Stensättning                |              | Norra Åsarp, Västergötland |       | 58.015321, 13.578579 | 10174602000002 | Ladda upp en bild av detta fornminne      |
| Norra Åsarp 201:1                   | Stensättning                |              | Norra Åsarp, Västergötland |       | 58.016907, 13.550717 | 10174602010001 | Ladda upp en bild av detta fornminne      |
| Norra Åsarp 215:1                   | Hällristning                |              | Norra Åsarp, Västergötland |       | 58.033831, 13.547901 | 10174602150001 | Ladda upp en bild av detta fornminne      |
| Norra Åsarp 218:1                   | Stensättning                |              | Norra Åsarp, Västergötland |       | 58.014684, 13.604377 | 10174602180001 | Ladda upp en bild av detta fornminne      |
| Norra Åsarp 224:1                   | Runristning                 |              | Norra Åsarp, Västergötland |       | 58.032219, 13.557504 | 10174602240001 | Ladda upp en bild av detta fornminne      |